# Tennyson Guyer

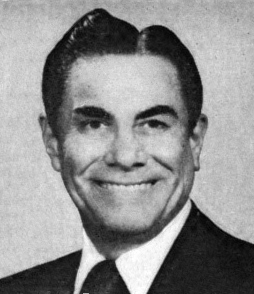
Tennyson Guyer (1981)

Tennyson Guyer (* 29. November 1912 in Findlay, Ohio; † 12. April 1981 in Alexandria, Virginia) war ein US-amerikanischer Politiker. Zwischen 1973 und 1981 vertrat er den Bundesstaat Ohio im US-Repräsentantenhaus.

## Werdegang
Tennyson Guyer besuchte die öffentlichen Schulen seiner Heimat. In seiner Jugend trat er im Circus Hagenbeck-Wallace auf. Im Jahr 1934 absolvierte er das Findlay College. Damals wurde er auch zum Geistlichen ordiniert. Gleichzeitig schlug er als Mitglied der Republikanischen Partei eine politische Laufbahn ein. Zwischen 1940 und 1944 war er Bürgermeister der Stadt Celina. Von 1954 bis 1966 saß er im State Central Committee seiner Partei; zwischen 1959 und 1972 gehörte er dem Senat von Ohio an. Hauptberuflich war er zwischen 1950 und 1972 Direktor für Öffentlichkeitsarbeit bei der in Findlay ansässigen Firma Cooper Tire & Rubber Co. Von 1950 bis 1957 war er Delegierter auf den regionalen Parteitagen der Republikaner in Ohio. Im August 1956 nahm er auch an der Republican National Convention in San Francisco teil, auf der Präsident Dwight D. Eisenhower zur Wiederwahl nominiert wurde.
Bei den Kongresswahlen des Jahres 1972 wurde Guyer im vierten Wahlbezirk von Ohio in das US-Repräsentantenhaus in Washington, D.C. gewählt, wo er am 3. Januar 1973 die Nachfolge von William Moore McCulloch antrat. Nach vier Wiederwahlen konnte er dieses Mandat bis zu seinem Tod durch einen Herzanfall am 12. April 1981 in Alexandria ausüben. In diese Zeit fiel unter anderem die Watergate-Affäre. Er wurde in seiner Geburtsstadt Findlay beigesetzt.